# Eudorylas elephas
Eudorylas elephas är en tvåvingeart som först beskrevs av Becker 1898.  Eudorylas elephas ingår i släktet Eudorylas och familjen ögonflugor. Arten är reproducerande i Sverige. Inga underarter finns listade i Catalogue of Life.